# Hemihyalea euornithia
Hemihyalea euornithia là một loài bướm đêm thuộc phân họ Arctiinae, họ Erebidae.